# Bataille de Draâ El Mizan (1767)
 (août 2021).
Si vous disposez d'ouvrages ou d'articles de référence ou si vous connaissez des sites web de qualité traitant du thème abordé ici, merci de compléter l'article en donnant les références utiles à sa vérifiabilité et en les liant à la section « Notes et références ».
Pour les articles homonymes, voir Bataille de Draâ El Mizan.
Guerre entre régence d'Alger et les Kabyles
La bataille de Draâ El Mizan oppose la régence d'Alger a la tribu des Iflissen de Kabylie en 1767.

## Contexte
La régence d'Alger ne maîtrise pas la Kabylie, elle se contente d'entretenir des garnisons dans un cordon de bordjs  (Hamza-Bouira, Boghni, Draâ El Mizan, les Issers, Bordj Menaiel, Bordj Sebaou et Tizi Ouzou) implantés notamment dans les bassins des oueds Sebaou et Isser.
La plupart des tribus vivent en indépendance vis-à-vis de la régence et possèdent un statut de tributaire. Ces bordjs permettent de faire respecter le paiement des tribut et de prémunir le Dar Es-Soltane des incursions des tribus kabyles. Ces bordjs n’abritent qu’un effectif réduit de soldats fidèles au pouvoir d'Alger. En 1767, la tribu des Iflissen, dont le territoire est littoral, entre en conflit ouvert avec la régence, refusant le paiement du tribut. 

## Déroulement
La tribu des Iflissen attaque et occupe plusieurs bordjs locaux. En représailles le dey Mohamed Ben Othmane, nouvellement nommé, fait marcher contre eux 1 100 hommes de l'odjak commandés par l’Agha. L'affrontement a lieu à Draâ El Mizan et voit la défaite de l’Agha qui perdit plus de 300 hommes. Cette victoire ouvre la voie au pillage de la Mitidja par les Iflissen.
L'année suivante eut lieu la seconde bataille de Draâ El Mizan.